# シーズン・イン・ザ・サン Rap/WONDERLAND
「シーズン・イン・ザ・サン Rap／WONDERLAND」は、マルガリマイクの2枚目のシングルである。「シーズン・イン・ザ・サン Rap」は、TUBEの曲をサンプリングしたものである。

## 収録曲
1. シーズン・イン・ザ・サン Rap
2. WONDERLAND
3. シーズン・イン・ザ・サン Rap (Instrumental)
4. WONDERLAND (Instrumental)

## タイアップ
1. シーズン・イン・ザ・サン Rap
テレビ東京「スキバラ」7月度エンディグテーマ